# 乘客 (卡夫卡)
《乘客》（Der Fahrgast）為卡夫卡第一本書《沉思》（Betrachtung）中的一篇文章。

## 內容
敘事者在電車上沉思著：沒有把握自己在車上、城裏和家中的位置，對於自己和其他路人的行動亦感到奇怪，無法作出解釋。後來，車子要靠站了，一個姑娘走到臺階旁；敘事者遂仔細描述她的身體和衣著，並自問：她為何能夠不對自己感到驚異及對此沉默不語？